# Aimee Mann
Aimee Elizabeth Mann (Richmond, 8 settembre 1960) è una chitarrista, bassista e cantautrice statunitense.

## Biografia

### Esordi
Cresciuta in Virginia, si trasferisce a Boston per studiare alla Berklee College of Music, che in seguito lasciò per iniziare a cantare con la sua prima band punk-rock chiamata Young Snakes, con cui pubblica un EP intitolato Bark Along with the Young Snakes nel 1982.
Dopo l'esperienza con gli Young Snakes, nel 1983 ha fondato assieme al compagno di scuola e fidanzato Michael Hausman la band new wave 'Til Tuesday, che ha pubblicato il primo album nel 1985 intitolato Voices Carry. Il disco ebbe un notevole successo di pubblico. I 'Til Tuesday hanno inciso altri due album, Welcome Home e Everything's Different Now (1988). Nell'ultimo album collabora anche il musicista Jon Brion. Il sodalizio termina nel 1990, quando Aimee inizia la carriera da solista, continuando però a mantenere rapporti professionali con i membri della band: Hausman divenne suo manager e Brion produttore.

### Carriera solista
Già nel 1987 aveva duettato con Geddy Lee dei Rush nella canzone Time Stand Still nell'album Hold Your Fire. L'esordio ufficiale da solista avviene nel 1993 con l'album Whatever, a causa del fallimento dell'etichetta che lo ha prodotto, la Imago, l'album non ebbe una distribuzione regolare e non ebbe successo. A questo lavoro collaborano Roger McGuinn (ex Byrd) e il chitarrista Jon Brion.
L'album successivo del 1995, I'm with Stupid, è stato prodotto dalla Geffen Records ed ottiene buone recensioni ma un debole riscontro di vendite. Il brano That's Just What You Are (in cui cantano Chris Difford e Glenn Tilbrook degli Squeeze) viene inserito nella colonna sonora del serial televisivo Melrose Place. Nel 1997 Aimee Mann sposa il musicista Michael Penn, fratello di Sean e Chris Penn, conosciuto all'inizio degli anni ottanta e con il quale ha collaborato più volte. Jon Brion produce il suo album successivo, intitolato Bachelor No. 2, che però viene bloccato dalla Geffen perché ritenuto poco commerciale.
Nel 1999 però, il regista Paul Thomas Anderson sceglie ben otto canzoni di Aimee per la colonna sonora del suo film Magnolia (Orso d'oro al Festival di Berlino). Si dice peraltro che il regista si sia ispirato, per la sceneggiatura, ad alcuni passaggi delle canzoni di Aimee Mann. Aimee viene così nominata al Premio Oscar per la canzone Save Me. La colonna sonora, scritta da Jon Brion, e che contiene le sue canzoni, ebbe un notevole successo.

### Indipendenza

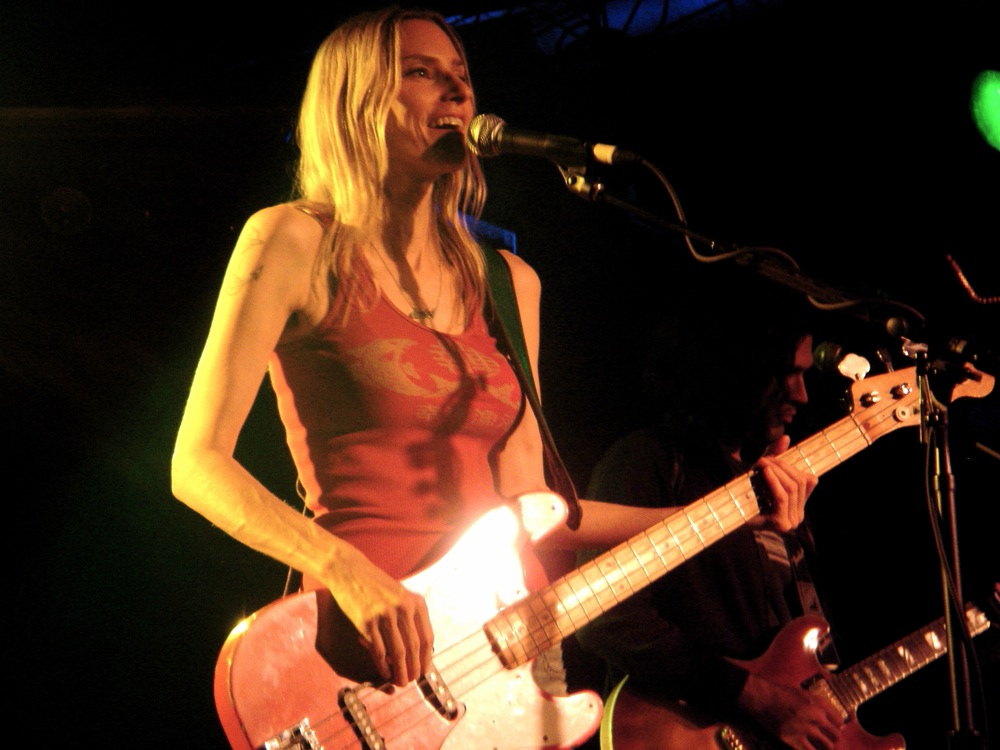
Aimee Mann in concerto nel 2005 a Solana Beach

Nel 1999 decide di fondare la SuperEgo Records, con la quale potrà produrre senza nessuna interferenza e con la massima libertà artistica i suoi lavori. Decide così di pubblicare Bachelor No. 2 con sottotitolo Or, The Last Remains of the Dodo nel 2000 che include parecchie canzoni della colonna sonora di Magnolia e nuove canzoni, l'album ha un buon successo di vendite. Nel 2002 pubblica Lost in Space, che verrà ripubblicato due anni dopo in una versione speciale chiamata Lost in Space Special Edition, contenente anche due inediti e canzoni dal vivo. Il lavoro è forse il suo più notevole successo commerciale, con brani come Humpty Dumpty e la title track.
Nel 2005 esce The Forgotten Arm, un concept album ambientato negli anni settanta e che parla di due amanti che sono in viaggio. Nel frattempo c'è stato un avvicendamento alla produzione, con l'ingresso di Joe Henry al posto di John Brion. Nel 2006 pubblica una raccolta di canzoni di Natale chiamata One More Drifter in the Snow. Nel 2008 pubblica l'album @#%&! Smilers, in cui viene accentuata la componente elettronica (synth e tastiere) e in cui la cantautrice si avvale della collaborazione di Grant-Lee Phillips (in True Believer). Nel 2012 pubblica Charmer, e nello stesso anno collabora con Steve Vai in No More Amsterdam, dell'album The Story of Light.

## Discografia

### Con The Young Snakes
- Bark Along with the Young Snakes (EP, 1982)
- Aimee Mann & The Young Snakes (raccolta, 2004)

### Con 'Til Tuesday
- Voices Carry (1985)
- Welcome Home (1986)
- Everything's Different Now (1988)
- Coming Up Close: A Retrospective (raccolta, 1996)

### Solista
Album studio
- Whatever (1993)
- I'm with Stupid (1995)
- Bachelor No. 2 or, the Last Remains of the Dodo (2000)
- Lost in Space (2002)
- The Forgotten Arm (2005)
- One More Drifter in the Snow (2006)
- @#%&*! Smilers (2008)
- Charmer (2012)
- Mental Illness (2017)
- Queens of the Summer Hotel (2021)

Colonne sonore
- Magnolia: Music from the Motion Picture (1999)

Live
- Live at St. Ann's Warehouse (live album+DVD) (2004)

Raccolte
- Ultimate Collection (2000)

## Filmografia

### Cinema
- Il grande Lebowski (The Big Lebowski), regia di Joel ed Ethan Coen (1998)
- Magnolia, regia di Paul Thomas Anderson (1999)
- Pleased to Meet Me, regia di Archie Borders (2013)

### Televisione
- West Wing - Tutti gli uomini del Presidente (The West Wing) – serie TV, episodio 4x03 (2002)
- Buffy l'ammazzavampiri (Buffy the Vampire Slayer) – serie TV, episodio 7x08 (2002)
- Portlandia – serie TV, episodio 1x03 (2011)
- Steven Universe – serie TV, episodio 1x12 (2014) – voce
- American Crime Story – serie TV, episodio 2x04 (2018)
- Steven Universe: il film (Steven Universe: The Movie), regia di Rebecca Sugar – film TV (2019) – voce